# Scopoides kuljitae
Scopoides kuljitae är en spindelart som först beskrevs av Benoy Krishna Tikader 1982.  Scopoides kuljitae ingår i släktet Scopoides och familjen plattbuksspindlar. Inga underarter finns listade i Catalogue of Life.